# Médaille Gabor

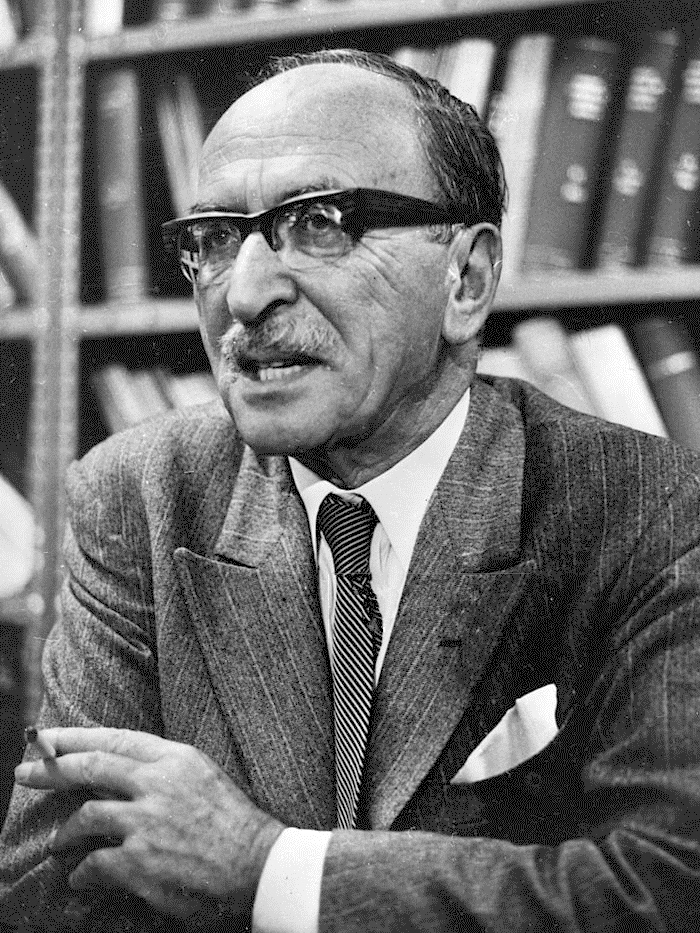
Dennis Gabor, 1971

La Médaille Gabor, créée en 1989 en l'honneur de Dennis Gabor, est une distinction scientifique décernée par la Royal Society (académie des sciences britannique). Cette médaille en argent doré, frappée à l'effigie de Dennis Gabor, récompense tous les deux ans un scientifique pour des travaux exceptionnels dans le domaine des sciences de la vie, et plus particulièrement le génie génétique ou la biologie moléculaire.

## Liste des lauréats
- 1989 : Noreen Murray
- 1991 : Alan Fersht
- 1993 : Charles Weissmann
- 1995 : David Hopwood
- 1997 : Kenneth Holmes
- 1999 : Adrian Peter Bird
- 2001 : Azim Surani
- 2003 : Jean Beggs
- 2005 : Lionel Crawford
- 2007 : Richard J. Roberts
- 2009 : Gregory Challis
- 2010 : Gideon Davies
- 2011 : Angela McLean
- 2013 : Christofer Toumazou
- 2015 : Benjamin Simons
- 2017 : Richard Durbin
- 2018 : Cait MacPhee
- 2019 : Alison Noble
- 2020 : David Ian Stuart
- 2021 : Peter Donnelly
- 2022 : Graham Medley
- 2023 : Catherine Noakes